# Fort William, Škotska
Fort William (škotskogelsko An Gearasdan; The Garrison prej škotskogelsko Baile Mairi in Gearasdan dubh Inbhir-Lochaidh; dob. »Črni garnizon iz Inverlochyja«; škotsko The Fort, prej Maryburgh) je mesto v Lochaberju v Škotskem višavju, na vzhodni obali jezera Loch Linnhe. Po popisu prebivalstva leta 2011 je Fort William štel 10.459 prebivalcev, zaradi česar je bil drugo največje naselje tako na območju sveta Highland (council area) kot v celotnem Škotskem višavju; samo mesto Inverness ima več prebivalcev.
Fort William je glavno turistično središče na poti do otokov, z Glen Coejem na jugu, Ben Nevisom in Aonach Mòrjem na vzhodu ter Glenfinnanom na zahodu. Je središče za pohodništvo in plezanje zaradi bližine Ben Nevisa in mnogih drugih Munrosov (hribov višjih od 1000 m). Znan je tudi po bližnji stezi za gorsko kolesarjenje. Je začetek/konec poti West Highland Way (Milngavie – Fort William) in Great Glen Way (pohodna/kolesarska pot Fort William–Inverness).
Približno 726 ljudi (7,33 % prebivalstva) zna govoriti gelsko.

## Izvor
Najzgodnejša zabeležena naselbina na tem mestu je lesena utrdba iz Cromwellovega obdobja, zgrajena leta 1654 kot oporišče za vojsko novega modela, da bi 'pomirila' klan Cameron po vojnah treh kraljestev. Utrdba po revoluciji po letu 1688 je bila imenovana Fort William po Viljemu Oranskem, ki je ukazal, da se zgradi za nadzor nekaterih škotskih klanov. Naselje, ki je zraslo okoli nje, se je imenovalo Maryburgh, po njegovi ženi Mariji II. To naselje se je kasneje preimenovalo v Gordonsburgh in nato v Duncansburgh, preden so ga preimenovali v Fort William, tokrat po princu Viljemu, vojvodi Cumberlandskem. V preteklih letih so bili različni predlogi za preimenovanje mesta (na primer v Invernevis).
Izvor gelskega imena za Fort William, An Gearasdan, ni zabeležen, vendar bi lahko bila izposojena beseda iz angleške garrison, ki je vstopila v splošno rabo nekaj časa po ustanovitvi kraljeve garnizije, med vladavino Viljema Oranskega ali morda po prejšnja cromwellovska utrdba.

## Zgodovina
Zgodovinsko gledano je bilo območje Fort Williama v Lochaberju stara dežela klana Chattan in nato klana Cameron, na tem območju pa je bilo več naselbin, ki so večinoma živeli Cameroni (kot je Blarmacfoldach). Pred gradnjo utrdbe je bil Inverlochy glavno lokalno naselje in je bilo tudi prizorišče dveh bitk - prve bitke pri Inverlochyju leta 1431 in druge bitke pri Inverlochyju leta 1645.
Mesto se je povečalo kot naselje, ko je bila utrdba zgrajena za nadzor nad prebivalstvom po invaziji Oliverja Cromwella med vojnami treh kraljestev in nato za zatiranje jakobitskih uporov po strmoglavljenju hiše Stuart leta 1688.
Med jakobitsko vstajo leta 1745, znano kot petinštirideset, so jakobitske sile dva tedna oblegale Fort William, od 20. marca do 3. aprila 1746. Čeprav so jakobiti zavzeli obe drugi utrdbi v verigi treh Utrdbe Great Glen (Fort Augustus in prvotna Fort George), jim ni uspelo zavzeti Fort Williama.
Leta 1934 je Balfour Beatty za British Aluminium Company dokončal jez Laggan na reki Spean kot del hidroelektrarne Lochaber. Nadzorni inženirji so bili podjetje C. S. Meika in Williama Halcrowa, zdaj znano kot Halcrow Group. Jez je bil zgrajen za napajanje talilnice aluminija.
Med drugo svetovno vojno je bil Fort William dom HMS St Christopher, ki je bila baza za usposabljanje obalnih sil kraljeve mornarice.

### Skupina Liberty House
Novembra 2016 je skupina Liberty House Sanjeeva Gupte od skupine Rio Tinto kupila tovarno aluminija Lochaber.
3. aprila 2021 je med Guptinimi finančnimi težavami, ki so vključevale Greensill Capital, prišlo na dan, da je bilo Jahama Highland Estates (prej »Alcan Estate«) kupljeno leta 2016 kot del posla Rio Tinto Mines za tovarno aluminija Lochaber, ker je peč zahteva toliko energije, da je talilnica v bližini hidroelektrarne, ki izsušuje bazen 46.000 ha velikega posestva.
Posestvo vključuje severno steno Ben Nevisa. Glede na poročila je Škotska nacionalna stranka zahtevala, da se posestvo nikoli ne loči od hidroelektrarne in talilnice aluminija, vendar jih Gupta ni upošteval in je lastništvo posestva prenesel na podjetje s sedežem na otoku Man. Posel iz leta 2016 je bil vreden 330 milijonov funtov, zanj pa je jamčil minister za finance Združenega kraljestva. Konservativni finančni predstavnik Murdo Fraser je bil kritičen do domnevne kršitve sporazuma SNP in je SNP pozval, naj »sprejme vse potrebne korake za zaščito javnih sredstev«.

## Geografija
Mesto, ki je prvotno temeljilo na še vedno obstoječi vasi Inverlochy, leži na južnem koncu Great Glen. Fort William leži blizu vrha Loch Linnhe, enega najdaljših morskih jezer na Škotskem, poleg izliva rek Nevis in Lochy. Združita se v območju plimovanja in za kratek čas postaneta ena reka, preden se izlijeta v morje. Mesto in njegova predmestja so obdana z gorami. Je tudi na obali jezera Loch Eil. Blizu je Ben Nevis, najvišja gora na Britanskem otočju, Glen Nevis, in mesto Achnaphubuil, ki je na nasprotni obali jezera. Prvotna železniška postaja, ki so jo odprli 7. avgusta 1894, je bila na južnem koncu mesta. Posledica te odločitve je bila, da je bilo mesto od obale jezera ločeno z železniškimi tiri do leta 1970, ko je bila zgrajena sedanja obvoznica, postaja pa je bila prestavljena na severni konec.
Središče mesta je High Street, ki je bila v 1990-ih namenjena pešcem. Od tega je več trgov: Monzie Square (poimenovan po Cameron Campbell iz Monzieja, Perthshire, nekdanjih lastnikih zemljišč v mestu); Kolodvorski trg, kjer je bila že zdavnaj porušena železniška postaja; Gordon Square (imenovan po Gordonih, ki so bili v poznem 18. stoletju lastniki zemlje, kjer mesto stoji danes, ko se je mesto imenovalo Gordonsburgh); in Cameron Square - prej znan kot Town Hall Square. Tu je tudi Fraser Square, ki sicer ni tako kvadraten, saj se zdaj odpira na Middle Street, a na njem je še vedno hotel Imperial.
Glavna stanovanjska območja mesta niso vidna z ulice High Street in z glavne ceste A82. Zgornji Achintore in Plantation se strmo razprostirajo nad glavno ulico.
Inverlochy, Claggan, An-Aird, Lochyside, Caol, Banavie in Corpach zunaj (tj. zunaj) mesta so druga glavna stanovanjska območja. Ta območja so zgrajena na veliko bolj ravnem zemljišču kot mesto.
Fort William je severni konec poti West Highland Way, poti na dolge razdalje, ki poteka 153 kilometrov skozi Škotsko višavje do Milngavieja na obrobju Glasgowa in je začetna/končna točka poti Great Glen Way, ki poteka med Fort Williamom in Invernessom.
Glenfinnan, 27 kilometrov stran, je dom Glenfinnanovega spomenika (jakobitska doba) in slavnega viadukta Glenfinnan (kot je prikazano na bankovcu Bank Of Scotland za 10 funtov). Viadukt je v zadnjih letih postal znan milijonom ljudi kot Most Harryja Potterja, potem ko je bil prikazan v filmih knjig J. K. Rowling, natančneje Harry Potter in Dvorana skrivnosti. Glenfinnan je bil uporabljen tudi v Charlotte Gray in Highlander.
Tik pred mestom je velika tovarna aluminija, ki jo je nekoč upravljal Alcan in jo je poganjala hidroelektrarna Lochaber, takrat največji projekt gradnje predorov na svetu. To je prej služila ozkotirna železnica Lochaber, lokalno bolj znana kot Puggy Line.
Fort William ima oceansko podnebje (Cfb) z zmernimi, a na splošno hladnimi temperaturami in obilnimi padavinami. Fort William je ena najbolj namočenih lokacij na Britanskem otočju, pri čemer je december najbolj namočen mesec.